# Спомен-гробље у Доњој Трнови
Партизанско спомен-гробље са спомен-костурницом у Доњој Трнови, општина Угљевик, Република Српска — БиХ, је меморијални комплекс, парковска цјелина, у коме су похрањене кости 567 партизанских бораца, претежно из Срема и источне Босне, пали у Другом свјетском рату. У оквиру овог комплекса налази се и Споменик борцима Срема и источне Босне.

## Доња Трнова у Другом свјетском рату
Доња Трнова је, у току Другог свјетског рата, била значајно партизанско упориште. За разлику од већине села Семберије и Мајевице, која су била четнички опредијељена, становништво Трнове је било окренуто партизанима. Због свог комунистичког предзнака Трнова је од стране локалних четника прозвана Малом Москвом. Трнова, као таква, искориштена је као партизанска база и значајан позадински центар за партизанске акције. Село нарочито добија на значају када су у њега, крајем 1942. године, дошле партизанске јединице из Срема. Пристизање Сремаца је настављено и током читаве 1943. године. Постоји мишљење да не постоји борац из Војводине, који је био пребачен у Босну, а да није боравио у Доњој Трнови. Прве војвођанске бригаде и дивизије формиране су у околини Доње Трнове. Трнова је значајан период била база и Шесте источнобосанске пролетерске бригаде. У селу је дјеловала партизанска болница и штампарија.
Највеће страдање становништва и војника у Трнови десило се у току Седме непријатељске офанзиве, када су у априлу и мају 1944. године, јединице 13. СС „Ханџар“ дивизије ликвидирали око 70 мјештана и 200 рањеника и тифусара, који нису били евакуисани него су били скривени у подземне базе, од којих је већина откривена.

## Уређење Спомен-гробља
Након завршетка рата, у љето и јесен 1945. године скупљене су кости погинулих бораца и сахрањени су у заједничку гробницу. Од 1960. до 1964. године уређено је, испред већ постојећег споменика, Партизанско спомен-гробље са костурницом на локалитету званом Јовића брдо. На овом простору постављено је преко 400 мермерних плоча на којима су уклесана име 3278 бораца изгинулих у трновској болници. На мермерним плочама су уклесана и имена сремских бораца који су пали на Мајевици, у Семберији и широм источне Босне. Утврђено је да је у Спомен-гробљу и међу именима уклесаним на мермерним плочама има бораца из преко 150 мјеста бивше Југославије.
У спомен-костурници је сахрањено 567 партизана — рањеника, које су априла 1944. године ликвидирали припадници 13. СС „Ханџар“ дивизије.

## Споменик борцима Срема и источне Босне
Споменик борцима Срема и источне Босне палим у ослободилачком рату од 1941-1945. године је монументални споменик који се налази у оквиру спомен-гробља. Првобитна иницијатива мјештана била је да се подигне споменик Трновцима палим у борбу за слободу. На идеју Цвијетина Мијатовића Маје и Родољуба Чолаковића одлучено је да се направи споменик посвећен борцима Срема и источне Босне и њиховој заједничкој борби.
Пројекат Споменика израдио је инж. Леон Кабиљо из Београда, а вајарске радове Јован Кратохвил, познати вајар. Средства за изградњу споменика су обезбиједили Савезни одбор СУБНОР-а Југославије, Министарство за науку и културу Савезне владе и локалне заједнице Угљевика и Бијељине. Радови на изградњи споменика почели су у прољеће 1951. године, а завршени су у љето 1952. године. Споменик је свечано отворен на Дан устанка народа и народности БиХ, 27. јула 1952. године.

### Изглед споменика
Композицију споменика чине: бронзана статуа борца природне величине постављена на каменом стубу високом 8 метара и рељеф од бронзе уграђен у постоље Споменика који симболизује прелаз преко ријеке Саве и заједничку борбу партизана Војводине и источне Босне.

Постоји мишљење да је овај споменик у овом положају јер је окренут према Фрушкој гори и сличном споменику на Иришком Венцу, јер један другог, наводно, позивају у заједничку борбу.
- Обиљежавање 27. јула - Дана устанка у БиХ, 2018. године
- Обиљежавање 27. јула - Дана устанка у БиХ, 2018. године
- Обиљежавање 27. јула - Дана устанка у БиХ, 2010. године
- Обиљежавање 27. јула - Дана устанка у БиХ, 2018. године

## Стање спомен-гробља послије рата у Босни и Херцеговини
Почетком ратних дејстава у Босни и Херцеговини, спомен-гробље је занемарено од стране локалних власти Угљевика и Бијељине. Ипак, мјештани Доње Трнове преузели су на себе бригу о комплексу, и чување сјећања на жртве НОР-а, тако да је спомен-гробље очувано и није претрпјело нападе вандала, као што је то био случај у другим мјестима, након побједе националистичких странака. Донацијом грађана спомен-гробље је након рата и реконструисано. У исто вријеме, уз велики утицај СПЦ, а нарочито Владике Зворничко-тузланског Василија, на ово окупљалиште присталица НОП-а и гробље партизана разних националности, постављен је и православни крст, чије је постављање наилазио на опречне реакције грађана. Од 2009. године крст више не стоји на том мјесту.
Поново се, као и прије рата у Босни, сваког 26. јула, вече пред прославу Дана устанка народа и народности БиХ, на овом мјесту окупљају преживјели борци, потомци ратника и остали поштоваоци НОП-а из читаве регије, уз организоване доласке делегација из Војводине, да одају почаст жртвама.
Овај локалитет, наведен као „Спомен комплекс у Доњој Трнови“, налази се на Листи петиција за проглашење добара националним споменицима код Комисије за очување националних споменика Босне и Херцеговине.